# Populus hsinganica
Populus hsinganica är en videväxtart som beskrevs av C. Wang och Skvortsov. Populus hsinganica ingår i släktet popplar, och familjen videväxter. Utöver nominatformen finns också underarten P. h. trichorachis.